# 士爵語
士爵語（日语：／ Zūjago），是指在太平洋戰爭結束後，昭和中期時，美國進駐軍、駐留軍經營營火晚會和派對參演爵士樂團使用的暗語。

## 命名
日語的「爵士樂」稱為「ジャーズ」（Jāzu），其音節反之，就成了「ズージャ」（Zūja）。不屬於爵士的歌曲，如流行樂等，偶爾也被戲稱為「Zūja」。事實上，反讀在日本流行語中並不少見。

## 士爵語的衰退
在泡沫經濟期，「司壽」（ shīsū）、「酒麥」（ rūbī）、「姐大」（ channē）等倒語傳開，暗語的意義消失，士爵語也漸漸消失。

## 殘留的士爵語
- 「ズラ、ヅラ」，辭源為「かずら」，指一種類似帽子的飾品。
- 「ガチ、ガチンコ」，意為努力（的事）。